# Edo Ophof
Edo Ophof (Rhenen, 21 de maio de 1959) é um ex-futebolista neerlandês que atuava como zagueiro.

## Carreira
Ophof foi revelado e teve seus primeiros anos no profissional junto ao N.E.C, e transferiu-se por 300 mil euros para o Ajax em 1980. No clube de Amsterdam, teve uma longa passagem de 1980 a 1988 alternando entre titularidade e reserva. No clube, conquistou o tricampeonato holandês e o tricampeonato da Taça da Holanda.
Após sua saída em 1988, teve duas curtas passagens no AZ e Utrecht, onde aposentou-se em 1990.
Em 2013, voltou a seu clube de formação, o N.E.C, para trabalhar na parte da direção, mas sua passagem foi curta e saindo no ano seguinte.

## Títulos
- Eredivisie (3):  1981/82, 1982/83, 1984/85
- KNVB Cup (3): 1982/83, 1985/86, 1986/87
- Taça dos Clubes Vencedores de Taças (1): 1986/1987